# Клузо, Анри-Жорж
Анри́-Жорж Клузо́ (фр. Henri-Georges Clouzot; 20 ноября 1907, Ньор, Дё-Севр, Франция — 12 января 1977, Париж) — французский кинорежиссёр и сценарист, один из известнейших режиссёров триллеров. Его называют французским Хичкоком.

## Биография
Родился в Ньоре, департамент Дё-Севр, Франция. Получил классическое образование в университете, после этого работал журналистом. С 1930-х Клузо работал в кино, сначала был только сценаристом, в 1942 году поставил свой первый фильм в качестве режиссёра — «Убийца живет в доме 21». Фильм был сделан для киностудии «Continental», которая находилась в оккупированной части Франции. Нуар «Ворон» (1943) был запрещён нацистами и вызвал споры о своём содержании и после освобождения Франции.
Широкая известность пришла к Клузо в 1950-е. Ещё в 1949 году он выиграл приз «Золотой лев» за ленту «Манон», в 1953 — «Гран-при» (главный приз) Каннского кинофестиваля и «Золотого медведя» за картину «Плата за страх», став единственным режиссёром, получившим высшие награды Каннского и Берлинского кинофестивалей за один фильм, а также первым, собравшим высшие конкурсные награды трёх наиболее престижных кинофестивалей мира (после него это достижение смогли повторить только Микеланджело Антониони, Роберт Олтмен и Джафар Панахи). Его ленты «Набережная Орфевр», «Тайна Пикассо», «Дьяволицы» вошли в золотой фонд мирового кинематографа. В некоторых его фильмах того времени главные роли исполняла жена (с 1950) — бразильская актриса Вера Клузо.
В условиях французской новой волны фильмы Клузо начинают казаться публике старомодными и перестают пользоваться спросом. Сильным ударом стала внезапная смерть жены в 1960 году. Режиссёр попытался приспособиться к новым художественным веяниям. После многих недель радикального экспериментирования на съёмках картины «Ад» (1964) он был госпитализирован с сердечным приступом. Крупнобюджетная лента так и осталась незаконченной. Сценарии, над которыми режиссёр работал в конце жизни, также не были реализованы.
Скончался 12 января 1977 года в Париже и был похоронен на участке №30 кладбища Монмартр рядом со своей первой женой Верой Клузо.

## Семья
Первая жена — Вера Клузо (1913—1960), французская актриса и сценарист бразильского происхождения. Похоронена в Париже на участке №30 кладбища Монмартр.
Вторая жена —  Инес Клузо Бизе (1925—2011). Похоронена в Париже на участке №30 кладбища Монмартр рядом с мужем и его первой женой.

## Избранная фильмография

### Режиссёр
- 1931 — Боязнь Батиньоля / La Terreur des Batignolles (к/м)
- 1942 — Убийца живёт в доме 21 / L’Assassin habite au 21
- 1943 — Ворон / Le Corbeau
- 1947 — Набережная Орфевр / Quai des Orfèvres
- 1949 — Манон / Manon
- 1950 — Микетта и её мать[фр.] / Miquette et sa mère
- 1953 — Плата за страх / Le Salaire de la peur
- 1954 — Дьяволицы / Les Diaboliques
- 1956 — Тайна Пикассо / Le Mystère Picasso
- 1957 — Шпионы / Les Espions
- 1960 — Истина / La Vérité[12]
- 1964 — Ад / L’Enfer — не закончен
- 1967 — Grands chefs d’orchestre
- 1968 — Пленница / La Prisonnière

### Сценарист
- 1994 — Ад / L’Enfer (Клод Шаброль)

## Документальные фильмы
- 2017 — Скандал Клузо / Le scandale Clouzot (реж. Пьер-Анри Жибер / Pierre-Henri Gibert)